# Benedetto Civiletti

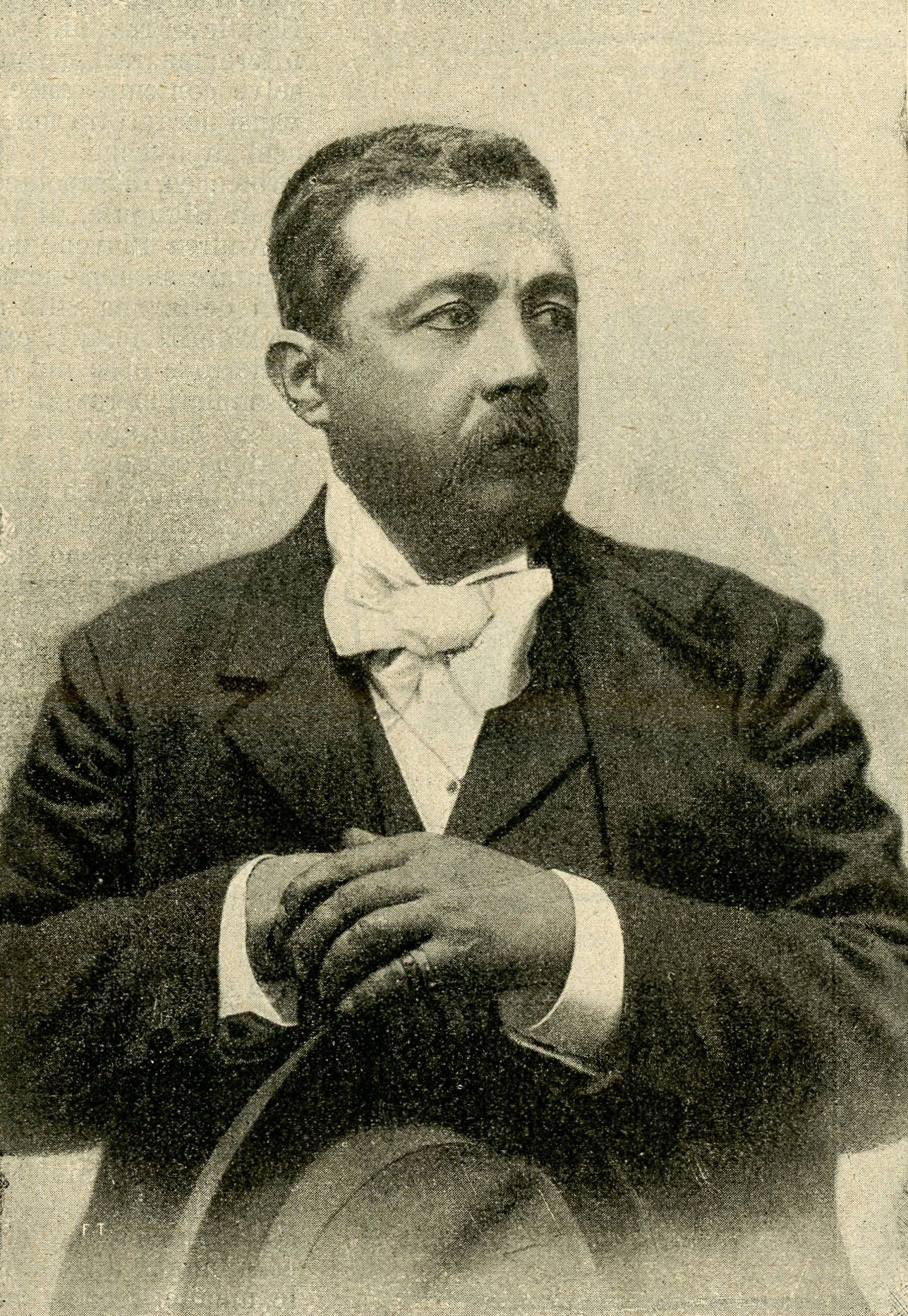
Benedetto Civiletti

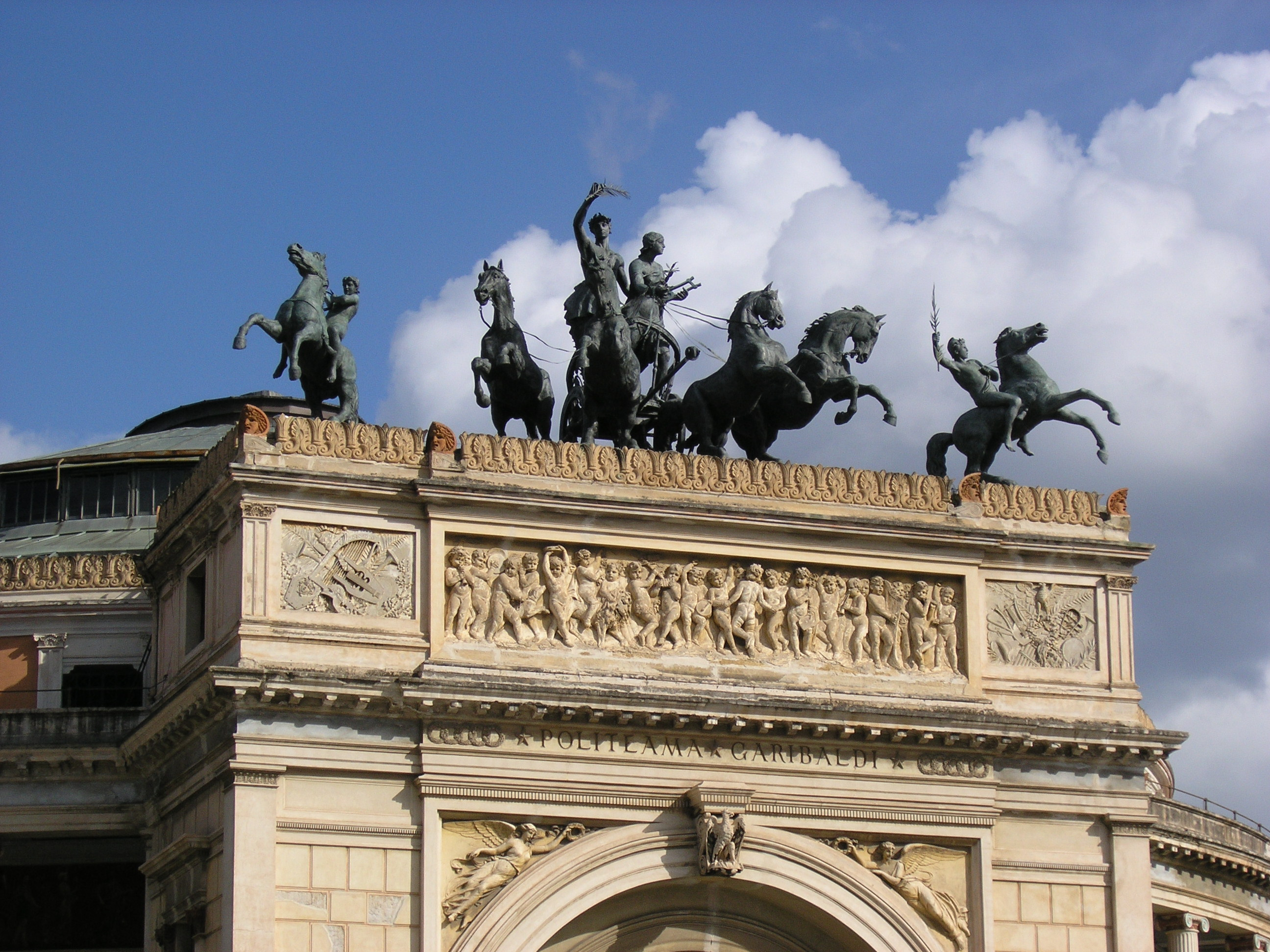
Benedetto Civiletti: Reiter links und rechts neben der Quadriga auf dem Teatro Politeama (Palermo)

Benedetto Civiletti (* 1. Oktober 1845 in Palermo; † 22. Juli 1899 ebenda) war ein italienischer Bildhauer auf Sizilien.

## Leben

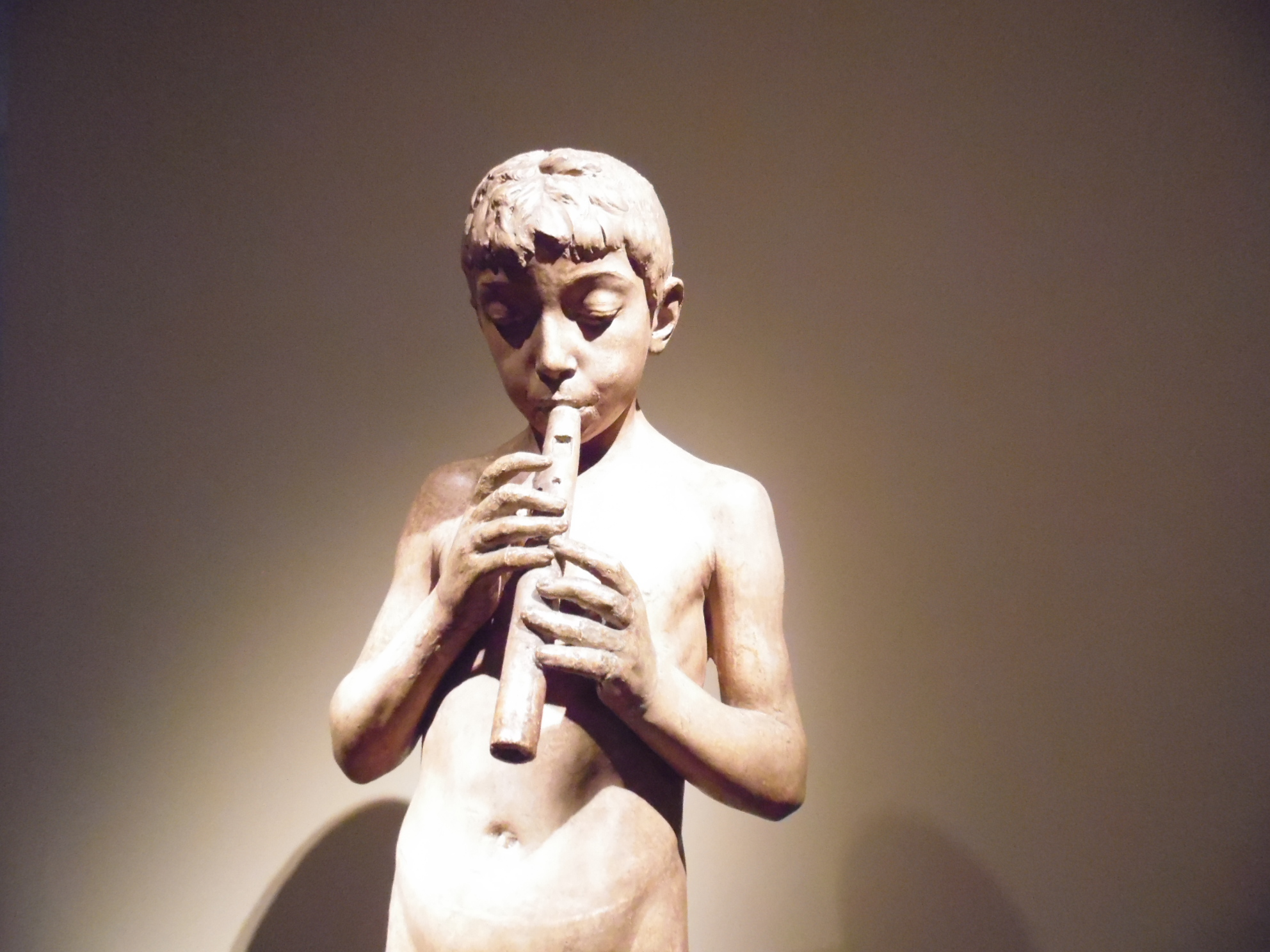
Benedetto Civiletti: Il Pifferaio (ca. 1890)

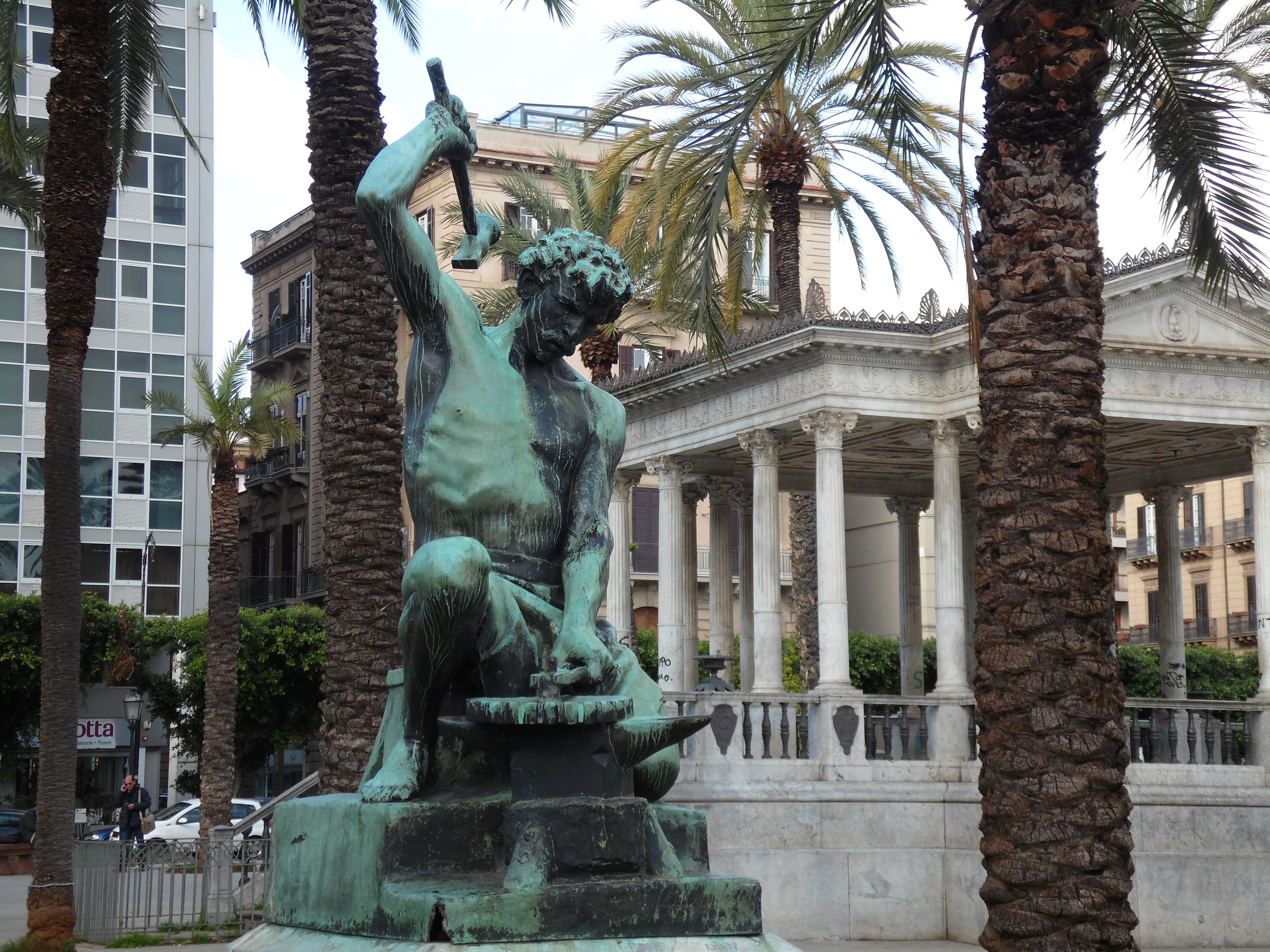
Benedetto Civiletti: Lavoro (1895). Piazza Politeama, Palermo

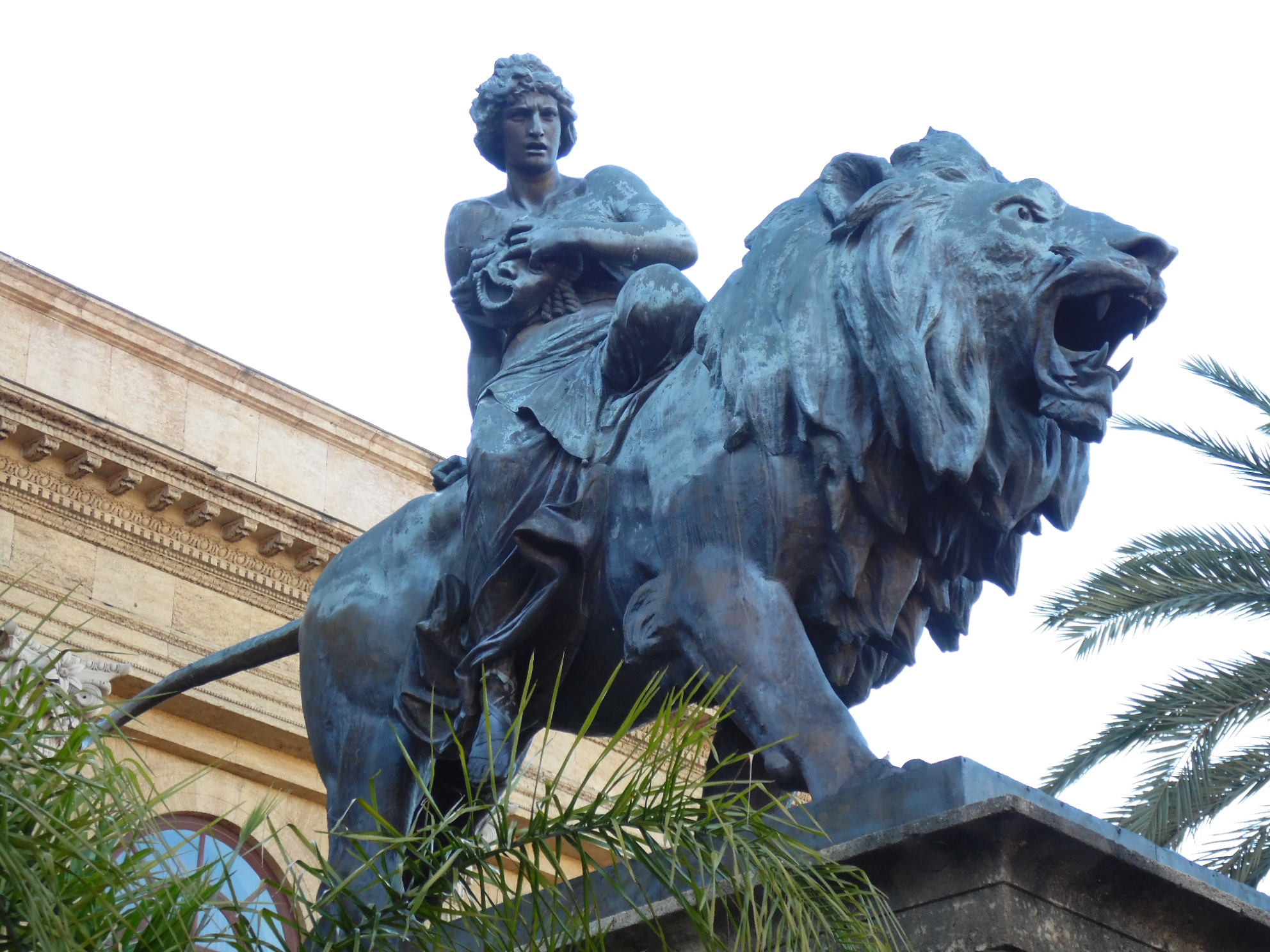
Benedetto Civiletti: La Tragedia. Teatro Massimo (Palermo)

Der Bildhauer Civiletti war einer der wichtigsten Vertreter des Realismus im 19. Jahrhundert auf Sizilien.
Zunächst Schüler eines Modelleurs von Krippenfiguren namens S. Cozzi, genoss er ab 1859 mit Unterstützung des Giuseppe de Spucches, Principe di Galati, seine weitere Ausbildung beim Maler Andrea D’Antonio und dem Bildhauer Benedetto De Lisi. Durch ein Stipendium kam er schließlich 1863 nach Florenz in die Werkstatt des bedeutenden Bildhauers Giovanni Dupré.
Es folgten Ausstellungen in Mailand (1872), Wien (1873), Palermo (1875) und Paris (1878). Insbesondere seine Figurengruppe der Gebrüder Kanaris, den Helden der griechischen Befreiungskämpfe, wurde wegen ihrer realistischen und dramatischen Darstellungsweise vom Publikum gefeiert. So beauftragte der damalige Erbprinz Umberto I. den Bildhauer mit der Umsetzung dieser Skulptur in Marmor für die Villa Giulia in Palermo; sie befindet sich heute im Giardino Inglese. Zu den politisch ambitionierten Skulpturen gehören auch das 1880 in Turin gezeigte Werk „Die letzten Stunden von Missolunghi“ und die Marmorgruppe „La battaglia di Dogali“, die 1891 in Palermo ausgestellt wurde. Seine Skulptur „Christus in Gethsemane“ brachte ihm 1880 das Kreuz der französischen Ehrenlegion und die Mitgliedschaft im Institut de France ein. Außer Großskulpturen in Marmor und Bronze schuf er mehrere Porträtbüsten und Grabdenkmäler.
In Scicli wurde zu Ehren von Civiletti ein Denkmal errichtet.
Der unter ihm geschulte Bruder Pasquale Civiletti (1858–1952) schuf unter anderem die Figurengruppe „I senza tetto“ (Die Obdachlosen) (1895) für die Piazza Castelnuovo in Palermo und das Denkmal für Giuseppe Verdi, das am 12. Oktober (Kolumbus-Tag) 1906 im Verdi Square Park in New Yorks Upper West Side enthüllt wurde.

## Werke (Auswahl)
- Giardino Inglese (Palermo): Marmorgruppe der Brüder Kanaris (1879)
- Teatro Massimo (Palermo): Allegorische Bronzeskulptur “La Tragedia” (Tragödie). “La Lirica” (Lyrik) stammt von Mario Rutelli.
- Piazza Giulio Cesare (Palermo): Reiterstandbild aus Bronze “Vittorio Emanuele II.” von 1886
- Piazza Castelnuovo (Palermo): Bronzedenkmal “Il Lavoro” (Der Arbeiter) von 1894
- Palazzo Francavilla (Palermo): Medaillons der Herzöge Sperlinga (gemeinsam mit Mario Rutelli)
- Palazzo Ziino (Palermo): Gipsmodelle von Civiletti
- Teatro Politeama (Palermo): Bronze Skulpturen der beiden Reiter links und rechts neben der Quadriga seines Schülers Mario Rutelli. Die beiden Reiter auf ihren Pferden repräsentieren die Olympischen Spiele.[2]
- Misilmeri: Fontana Grande (1879)
- Orto Botanico (Palermo): Bronzebüste des Giuseppe Tineo (1894)
- Chiesa Santa Maria La Nova (Scicli): polychrom gefasste Holzstatue “Der Auferstandene Christus” (Zuschreibung)
- Chiesa di San Pietro (Modica): Skulpturengruppe aus Holz „Petrus und der Lahme“
- Galleria d’Arte Moderna (Palermo): “Il Pifferaio” (Der Querpfeifer), um 1890 und “Putten” (1865)
- Galleria Nazionale d’Arte Moderna (Rom): Sitzstatue des Julius Caesar (1900)